# Václav Slavík
Václav Slavík, (7. září 1886 Liblice – 10. ledna 1965 Litoměřice), byl český římskokatolický kněz a sídelní kanovník litoměřické kapituly.

## Život

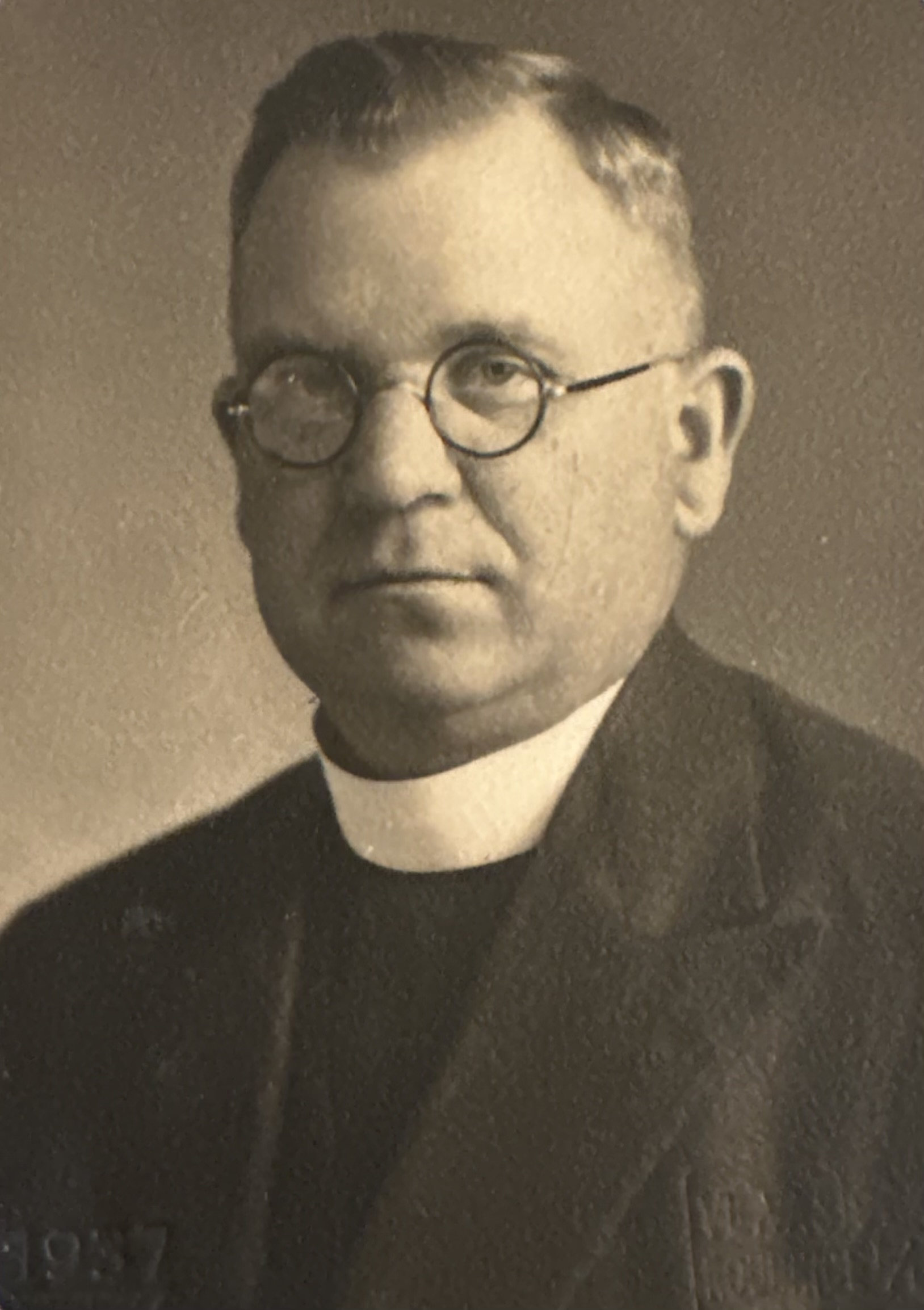
Václav Slavík

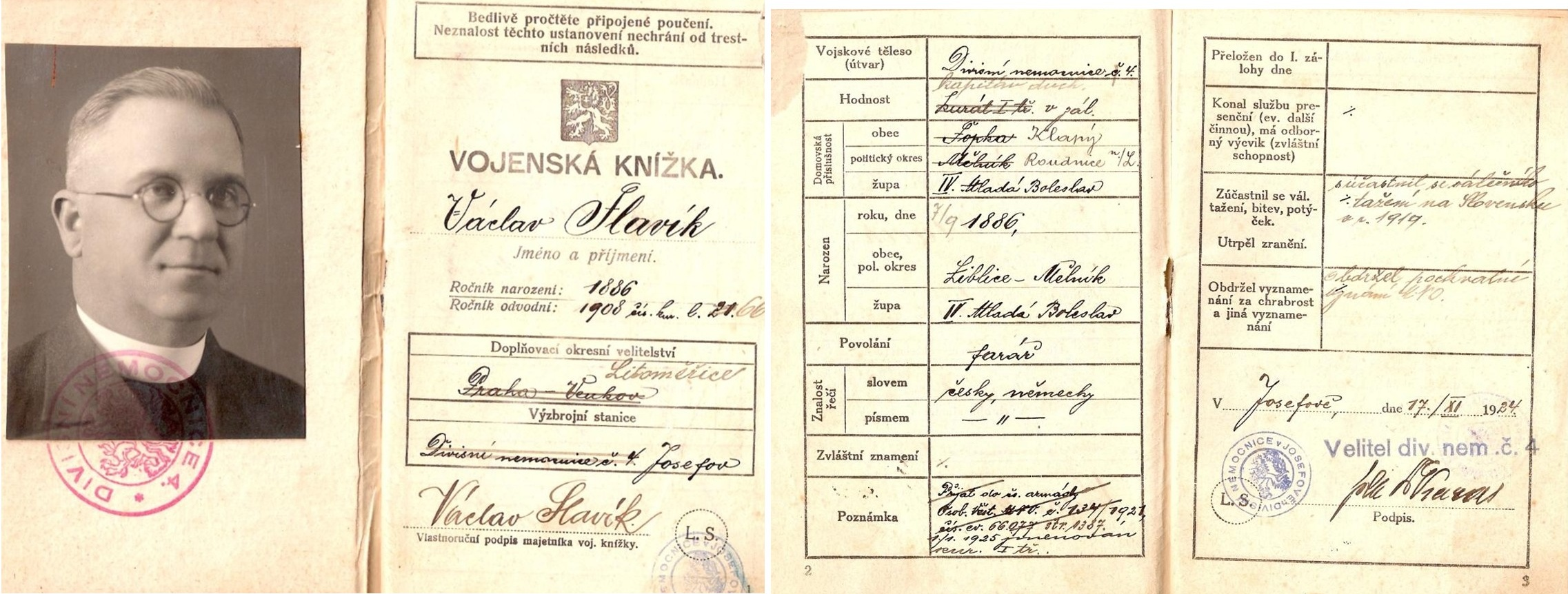
Vojenská knížka

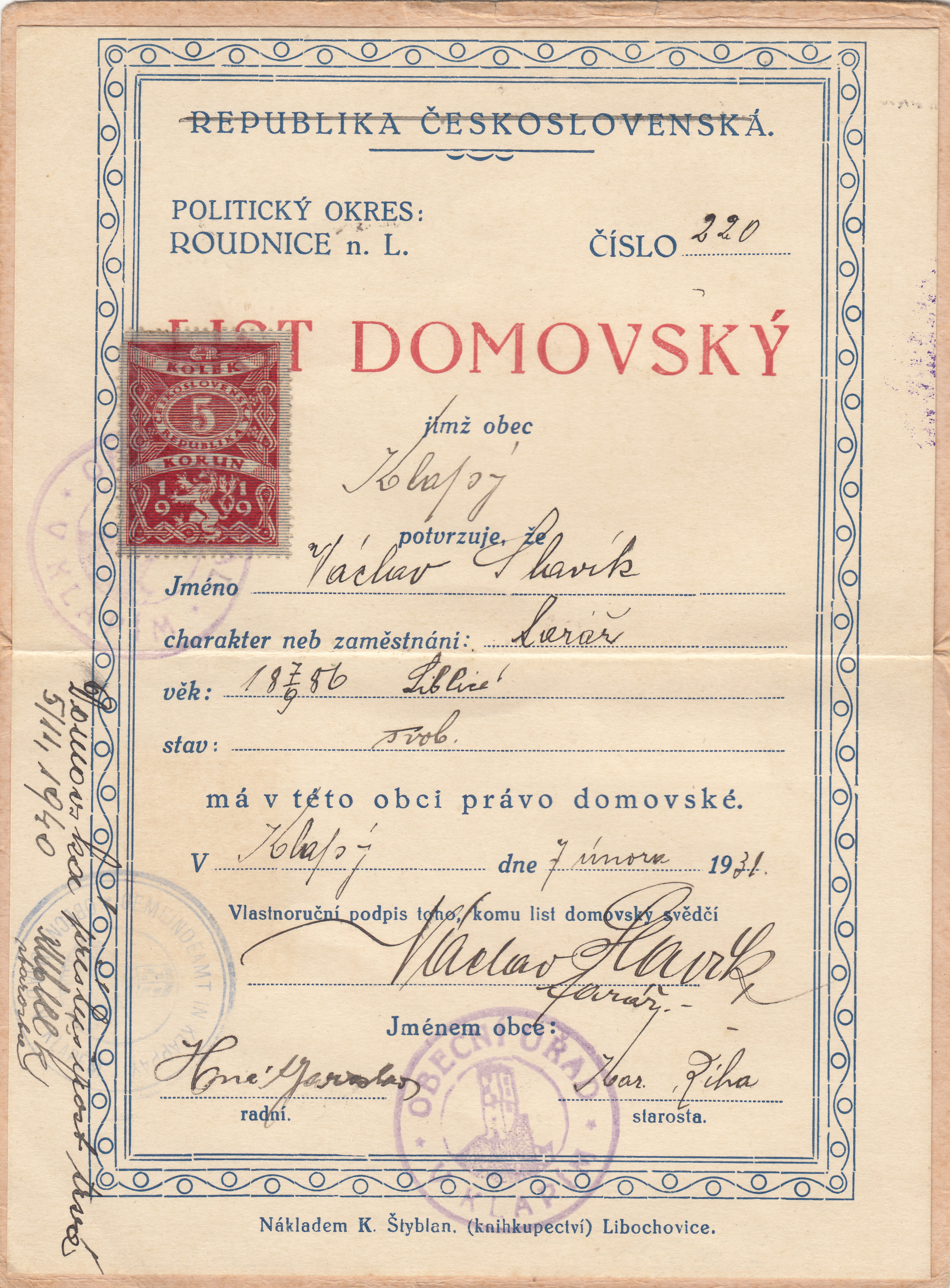
Domovský list

Narodil se  7. září 1886 v Liblicích, okr. Mělník, jako syn mistra kolářského a domkáře Jana Slavíka a matky Anny roz. Borecké z Přívor. Po absolvování Obecné školy v Liblicích absolvoval jeden rok Měšťanské školy v Libochovicích. V letech 1900-1908 studoval vyšší stát. Gymnasium v Mladé Boleslavi, kde také úspěšně maturoval. V letech 1908-1912 studoval Bohoslovecký seminář v Litoměřicích. Na kněze byl vysvěcen 14. 7. 1912. Dne 1. září 1912 byl ustanoven kaplanem v  Jenišovicích u Turnova a od 1. prosince 1912 kaplanem v Železném Brodě.
V roce 1919 se dobrovolně zúčastnil jako kurát I. třídy, v době maďarské invaze, válečného tažení na Slovensko. Dne 10. června 1919 byl jmenován duchovním správcem u velitelství 17. pěší brigády. 5. října téhož roku byl povýšen do hodnosti „Kapitán duchovní“ a obdržel pochvalné uznání MInisterstva národní obrany.
V roce 1920 zapsán na Právnické fakultě Univerzity Karlovy v Praze, kterou absolvoval v roce 1925.
Dne 1. dubna 1920 byl jmenován farářem  na Pšovce u Mělníka. Tam zúčastnil se také veřejné činnosti a byl po sloučení Pšovky s Mělníkem po dvě období členem Městské rady v Mělníku za Lidovou stranu. Od 1. listopadu 1929 byl farářem v Klapém a administrátorem excurrendo v Křesíně. 7. února 1931 získal  právo domovské v obci Klapý, okres Roudnice nad Labem. V Klapém vedle činnosti v duchovní správě a ve škole, se zúčastnil také veřejného života. Za svou činnost byl postupně oceňován čestnými tituly – v roce 1938 se stal osobní děkanem av roce 1941 biskupským notářem.
V roce 1930 založil v Klapém Družstvo pro rozvod elektrické energie (Elektrárenské družstvo a byl po celou dobu až do sloučení s JZD jeho předsedou).
V obecních věcech působil jako předseda finanční komise obecní a krátkou dobu jako člen Okresního národního výboru v Roudnici nad Labem.  Vedle jiného se přičinil o postavení silnice Klapý-Křesín. V revolučních dnech roku 1945 byl členem Revolučního národního výboru v Klapém, jako předseda smírčí komise. Při založení JZD v Klapém stal se členem, kde setrval až do pozdního věku.
Jakožto farář v Klapém byl v roce 1946 požádán tehdejším generálním vikářem litoměřické diecéze Josefem Kuškou o výpomoc s prací na biskupské konzistoři, kterou dosud vykonávali nyní odsunutí kanovníci německého původu. Stal se konzistorním sekretářem, skutečným konzistorním radou, prosynodálním zkoušejícím (Examinator prosynodalis), v roce 1948 prosynodáolním soudcem (ludex prosynodalis) a diecezním konsultorem. V roce 1949 jmenován též tajným papežským komořím, s čímž bylo spjato udělení titulu Monsignore, čestný titul osobního arciděkana získal v roce 1952. V roce 1955 byl jmenován kanovníkem litoměřické katedrální kapituly s titulem kőnigseggiánský II. K 1. 6. 1956 byl jmenován kancléřem litoměřické konzistoře. Zemřel v Litoměřicích 10. ledna 1965, jakožto kanovník senior (nejstarší z kanovníků), jeho tělo však bylo převezeno do rodných Liblic a 14. ledna 1965 na místním hřbitově pochováno. Byl knězem oblíbeným a lidovým.